# Pablo de Soto Suárez
Pablo de Soto Suárez (Gijón, 20 de mayo de 1977) es un arquitecto, académico y tecnólogo español que trabaja sobre las fronteras geográficas y disciplinares. En marzo de 2022 se convirtió en director de LABoral Centro de Arte y Creación Industrial.

## Biografía
Se formó en la Escuela Técnica Superior de Arquitectura de Sevilla, es Máster en Arquitectura por el Real Instituto de Tecnología de Estocolmo y Doctor en Comunicación y Cultura por la Universidad Federal de Río de Janeiro. Su campo de acción se sitúa en la intersección del arte y la arquitectura con las tecnologías digitales, explorando nuevos marcos conceptuales mediante herramientas como la cartografía ciudadana y las epistemologías críticas. Fue cofundador de Hackitectura, colectivo de arquitectos, programadores y activistas impulsores de una serie de proyectos de intervención del espacio público con tecnologías digitales que han sido expuestos en Centro de Arte y Medios Tecnológicos de Karlsruhe (ZKM), LABoral Centro de Arte y Creación Industrial o en la Bienal de Arte Contemporáneo de Sevilla YOUniverse. Su trabajo ha sido reconocido con los premios LAB_Cyberspaces, LABJoven Experimenta, DKV-LABoral y NTNU ARTEC, y becas de residencia artística en Tokio Wonder Site y Townhouse Gallery Cairo. Ha sido conferenciante invitado en Ars Electronica Post City Lab Seul, Creative Time Summit Miami, Tate Modern The Launch of New Schools, Royal Academy of Arts London, MACBA, CCCB, MediaLab Prado, Het Nieuwe Instituut Rotterdam o Universidad de Westminster. Es editor de los libros Fadaiat: Libertad de movimiento, libertad de conocimiento, Situation Room: diseñando un prototipo de sala de situación ciudadana y After.Video: Assemblages. Actualmente es profesor visitante en el Departamento de Postgrado en Arquitectura y Urbanismo de la Universidad Federal de Paraíba en Brasil.

## Distinciones
- NTNU AiR, Universidad Noruega de Ciencia y Tecnología (2019).[3]
- DKV LABoral (2018)[4] La Nueva España.
- Elinor Ostrom, Programa sobre Democracia, Sociedad y Nuevas Economía, Universidad de Buenos Aires (2013)[5] Issuu. Como parte de Hackitectura.
- "Tokyo Wonder Site, artista residente" (Beca de investigación, 2011).[6]
- Townhouse Gallery Cairo, artista residente, apoyado por la Embajada Española en Egipto. (Beca de investigación, 2008).[7]
- LAB_Joven Experimenta (2007)[8] La Nueva España.
- Plaza de las Libertades Sevilla International Architectural Competition Award (Primer premio, 2006). Como parte de Hackitectura.

## Publicaciones

### Libros
- After.Video: Assemblages. (London, Open Humanities Press, 2017)[9]
- Situation Room, Diseñando un prototipo ciudadano de Sala de Situación (Barcelona, DPR, 2010)[10]
- Fadaiat: libertad de movimiento, libertad de conocimiento. (Málaga, CEDMA, 2006)[11]

### Artículos y capítulos de libro
- Los proyectos de hackitectura.net para la frontera, la plaza y la sala de situación. Revista DeArq nº 27. Otras computaciones.[12]
- The Killing Of Marielle Franco: Cartography Of A Techno-Political Assassination. En: Freeport. Anatomías de una caja negra, Volume II.[13]
- Haunted Landscapes Of Extraction: Spiraling Into The Planetary Mine En: Freeport. Anatomías de una caja negra, Volume II.[13]
- Control social, territorio y tecnopolítica en el mundo poscovid En: Ciudad y Resiliencia.[14]
- Algoritmos, tierras raras y explotación humana: anatomía de un sistema de inteligencia artificial. En: Algoritarismos.[15]
- Referentiality: Video Book Case Study. En: Video Vórtex Reader III.[16]
- Fukushima. Resistencias Multiespecies en la Zona. En: Especies del Chthuluceno. Panorama de prácticas para un planeta herido.[17]
- Anthropocene, Capitalocene, Chthulucene, artistic responses to Fukushima. En: Mutating Ecologies in Contemporary Art.[18]
- #Drone Hackademy: Contravisualidad aérea y ciencia ciudadana para el uso de UAVs como tecnología social. En: Revista Teknokultura.[19]